# Chelonus munakatae
Chelonus munakatae är en stekelart som beskrevs av Matsumura 1912. Chelonus munakatae ingår i släktet Chelonus och familjen bracksteklar. Inga underarter finns listade i Catalogue of Life.